# Gilles Cyr
Pour les articles homonymes, voir Cyr.
Gilles Cyr est un poète québécois né à Saint-Fidèle-de-Ristigouche, le 23 septembre 1940.
Il a obtenu une licence et une maîtrise ès lettres de l'Université de Montréal. 
Il séjourne ensuite deux ans à Paris. Ensuite, il est chargé de cours en littérature québécoise et française dans plusieurs universités du Québec et de l'Ontario. 
Il fonde Espacement, sa propre maison d'édition, en 1980. Il collabore également à Liberté (Québec), La Presse, Estuaire, Urgence, La Revue des Belles-Lettres, L'Arbre à Paroles, Notes, Moebius, A.P.L.M, La Nouvelle Barre du jour, Québec français, Osiris, Cahiers bleus, Montréal des écrivains et Possibles. 
Le fonds d'archives de Gilles Cyr est conservé au centre d'archives de Montréal de Bibliothèque et Archives nationales du Québec.

## Honneurs
- 1980 - Finaliste pour le Prix du Gouverneur général, Ce lieu
- 1992 - Prix du Gouverneur général de poésie, Andromède attendra